# Lygophis elegantissimus
Lygophis elegantissimus — вид змій родини полозових (Colubridae). Ендемік Аргентини.

## Поширення і екологія
Lygophis elegantissimus мешкають в горах Сьєрра-де-ла-Вентана в провінції Буенос-Айрес. Вони живуть на луках та в чагарникових заростях, поблизу струмків.

## Збереження
МСОП класифікує цей вид як вразливий. Lygophis elegantissimus загрожує знищення природного середовища.